# Celina Sinden
Pour l’article homonyme, voir Sinden.
Celina Sinden, née à Londres le 31 juillet 1987, est une actrice britannique.

## Biographie
Elle est connue notamment pour son rôle de Greer de Kinross, la suivante de Marie, reine d'Écosse dans la série télévisée Reign : Le Destin d'une reine, ainsi que pour celui qu'elle tient dans le court-métrage de 2010 My Neighbour's Dog.

### Vie privée
Celina est mariée à son partenaire de Reign, Rossif Sutherland. Ils ont un fils, Théodore, né en février 2016.

## Filmographie
- 2013-2017 : Reign : Le Destin d'une reine : Greer Castleroy
- 2020 : Assiégés (The Outpost) de Rod Lurie : capitaine Katie Kopp